# VfB Homberg
Der VfB Homberg ist ein Sportverein mit rund 1000 Mitgliedern aus dem Duisburger Stadtteil Homberg, der eine Fußball- und eine Handball-Abteilung aufweist. Der VfB Homberg entstand im Juli 1969 aus einer Fusion zwischen dem Homberger SV und der SpVgg Hochheide. Als Gründungsjahr wurde 1889, das Gründungsjahr des ältesten Vorgängervereins SpVgg Hochheide, bestimmt.

## Geschichte

### Die Stammvereine

Logo des Vorgängervereins Homberger SV in den 1930er Jahren

Die Fußballer des Homberger Spielverein hatten ihre Glanzzeiten in den 1920er und 1930er Jahren, als man in der Westdeutschen Gauliga Niederrhein spielte. Ein weiterer Höhepunkt gelang 1953, als der HSV in das Endspiel um die Deutsche Amateurmeisterschaft einzog und hier vor 30.000 Zuschauern im Wuppertaler Stadion am Zoo gegen die SSG 09 Bergisch Gladbach mit 2:3 unterlag. 1964 konnte der Verein in die seinerzeit zweitklassige Regionalliga West aufsteigen, musste jedoch bereits nach einem Jahr den Abstieg hinnehmen.
Sportlich im Schatten des Spielvereins stand der Fusionspartner SpVgg Hochheide. Die Fußballer spielten insgesamt 15 Jahre in der höchsten niederrheinischen Amateurliga. Im Feldhandball spielten die Hochheider sechs Jahre lang in der seinerzeit erstklassigen Oberliga Niederrhein. Bei der Feldhandball-Weltmeisterschaft 1952 errang der Hochheider Torhüter Horst Bröker mit der deutschen Nationalmannschaft den Weltmeistertitel und hütete dabei im Endspiel gegen Schweden das deutsche Tor.
Zur Fusion kam es, als der Homberger SV das in einem Wasserschutzgebiet liegende Rheindeichstadion aufgeben musste. Die Verwaltung der damals noch eigenständigen Stadt Homberg plädierte für eine Fusion des Homberger SV mit der SpVgg Hochheide. Erst nachdem die Stadt Homberg versprach, dass das Stadion an der Schillerstraße ausgebaut werde, stimmten die Homberger Mitglieder der Fusion zu. Im Juli 1969 schlossen sich die Vereine zum VfB Homberg zusammen.

### Nach der Fusion
Nach der Fusion der Vereine im Jahr 1969 startete der VfB Homberg in der Landesliga Niederrhein. Zwei Jahre später stieg der VfB in die Verbandsliga Niederrhein auf und erreichte auf Anhieb Platz fünf. Nach drei Jahren in der Verbandsliga stiegen die Homburger 1974 wieder in die Landesliga ab. Es dauerte bis 1981, ehe der VfB wieder in die Verbandsliga aufstieg und sich dieses Mal länger etablierte. Nach mehreren einstelligen Platzierungen wurden die Homberger in der Saison 1989/90 Meister und stiegen in die Oberliga Nordrhein auf. Die Liga konnte nur für zwei Jahre gehalten werden und die Homberger stiegen 1992 als Tabellenletzter wieder ab. Dort kam der Verein nicht über Mittelfeldpositionen hinaus und musste 1997 den Gang in die Landesliga antreten, wo die Homberger ein Jahr später nur mit Mühe einen weiteren Abstieg verhindern konnten.
Bereits im Jahre 2001 gelang der Wiederaufstieg in die Verbandsliga, wo der VfB zu einer Spitzenmannschaft wurde. Im Jahre 2005 wurden die Homberger Vizemeister hinter dem VfB Speldorf. Das Aufstiegsspiel zur Oberliga gegen den Vizemeister der Verbandsliga Mittelrhein FV Bad Honnef wurde im neutralen Hürth mit 4:2 gewonnen und die Homberger kehrten in die Oberliga Nordrhein zurück. Drei Jahre später verpassten die Homburger die Qualifikation für die neu geschaffene NRW-Liga und stiegen in die Niederrheinliga ab. Im Jahre 2010 wurde der VfB Homberg Meister der Niederrheinliga und stieg in die NRW-Liga auf. Diese wurde zwei Jahre später wieder aufgelöst und die Mannschaft spielte in der fünftklassigen Oberliga Niederrhein weiter. Aus dieser stieg die Mannschaft im Jahre 2015 als Tabellenletzter ab, schaffte dann aber den direkten Wiederaufstieg.
In der Saison 2018/19 wurden die Homberger Meister und stiegen in die Regionalliga West auf. Die Saison 2019/20 wurde wegen der COVID-19-Pandemie vorzeitig abgebrochen und der Abstieg ausgesetzt. In der folgenden Saison 2020/21 wurde der VfB Vorletzter. Da die untergeordneten Spielklassen wegen der andauernden Pandemie abgebrochen und annulliert wurden, gab es keine Aufsteiger in die Regionalliga, so dass die Homberger trotz der schlechten Platzierung den Klassenerhalt schafften. In der Saison 2021/22 stieg der VfB Homberg nach einer 0:3-Heimniederlage am 32. Spieltag gegen die zweite Mannschaft von Schalke 04 ab. Nach der Niederlage wurde bekannt, dass der Verein sich mit sofortiger Wirkung von Cheftrainer Sunay Acar trennt. Am 19. April 2022 gab der VfB bekannt, dass ab der nächsten Saison Stefan Janßen neuer Cheftrainer wird. Janßen war bereits von 2015 bis 2020 Cheftrainer bei Homberg.

## Platzierungen
Grün unterlegte Platzierungen kennzeichnen einen Aufstieg, rot unterlegte einen Abstieg. Die Römische Zahl hinter dem Liganamen zeigt an, auf welchem Level im Ligasystem sich die jeweilige Spielklasse seinerzeit befand.
| Saison  | Liga                               | Platz |
| ------- | ---------------------------------- | ----- |
| 1969/70 | Landesliga Niederrhein, Gr. 2 (IV) | 08    |
| 1970/71 | Landesliga Niederrhein, Gr. 3      | 01    |
| 1971/72 | Verbandsliga Niederrhein (III)     | 05    |
| 1972/73 | Verbandsliga Niederrhein           | 09    |
| 1973/74 | Verbandsliga Niederrhein           | 13    |
| 1974/75 | Landesliga Niederrhein, Gr. 3 (IV) | 07    |
| 1975/76 | Landesliga Niederrhein, Gr. 3      | 06    |
| 1976/77 | Landesliga Niederrhein, Gr. 3      | 08    |
| 1977/78 | Landesliga Niederrhein, Gr. 3      | 05    |
| 1978/79 | Landesliga Niederrhein, Gr. 3 (V)  | 03    |
| 1979/80 | Landesliga Niederrhein, Gr. 3      | 07    |
| 1980/81 | Landesliga Niederrhein, Gr. 3      | 01    |
| 1981/82 | Verbandsliga Niederrhein (IV)      | 07    |
| 1982/83 | Verbandsliga Niederrhein           | 05    |
| 1983/84 | Verbandsliga Niederrhein           | 06    |
| 1984/85 | Verbandsliga Niederrhein           | 08    |
| 1985/86 | Verbandsliga Niederrhein           | 05    |
| 1986/87 | Verbandsliga Niederrhein           | 05    |
| 1987/88 | Verbandsliga Niederrhein           | 04    |

| Saison  | Liga                               | Platz |
| ------- | ---------------------------------- | ----- |
| 1988/89 | Verbandsliga Niederrhein           | 05    |
| 1989/90 | Verbandsliga Niederrhein           | 01    |
| 1990/91 | Amateur-Oberliga Nordrhein (III)   | 12    |
| 1991/92 | Amateur-Oberliga Nordrhein         | 16    |
| 1992/93 | Verbandsliga Niederrhein (IV)      | 08    |
| 1993/94 | Verbandsliga Niederrhein           | 12    |
| 1994/95 | Verbandsliga Niederrhein (V)       | 11    |
| 1995/96 | Verbandsliga Niederrhein           | 11    |
| 1996/97 | Verbandsliga Niederrhein           | 15    |
| 1997/98 | Landesliga Niederrhein, Gr. 3 (VI) | 12    |
| 1998/99 | Landesliga Niederrhein, Gr. 3      | 04    |
| 1999/00 | Landesliga Niederrhein, Gr. 3      | 03    |
| 2000/01 | Landesliga Niederrhein, Gr. 3      | 01    |
| 2001/02 | Verbandsliga Niederrhein (V)       | 05    |
| 2002/03 | Verbandsliga Niederrhein           | 05    |
| 2003/04 | Verbandsliga Niederrhein           | 03    |
| 2004/05 | Verbandsliga Niederrhein           | 02 1  |
| 2005/06 | Oberliga Nordrhein (IV)            | 06    |
| 2006/07 | Oberliga Nordrhein                 | 15    |

| Saison  | Liga                               | Platz |
| ------- | ---------------------------------- | ----- |
| 2007/08 | Oberliga Nordrhein                 | 15    |
| 2008/09 | Niederrheinliga (VI)               | 11    |
| 2009/10 | Niederrheinliga                    | 01    |
| 2010/11 | NRW-Liga (V)                       | 11    |
| 2011/12 | NRW-Liga                           | 16    |
| 2012/13 | Oberliga Niederrhein (V)           | 10    |
| 2013/14 | Oberliga Niederrhein               | 09    |
| 2014/15 | Oberliga Niederrhein               | 18    |
| 2015/16 | Landesliga Niederrhein, Gr. 2 (VI) | 01    |
| 2016/17 | Oberliga Niederrhein (V)           | 07    |
| 2017/18 | Oberliga Niederrhein               | 03    |
| 2018/19 | Oberliga Niederrhein               | 01    |
| 2019/20 | Regionalliga West (IV)             | 18    |
| 2020/21 | Regionalliga West                  | 20 2  |
| 2021/22 | Regionalliga West                  | 20    |
| 2022/23 | Oberliga Niederrhein (V)           | 12    |
| 2023/24 | Oberliga Niederrhein               | 05    |
| 2024/25 | Oberliga Niederrhein               | 05    |

## Erfolge

### Meisterschaften
- Meister der Verbandsliga Niederrhein / Niederrheinliga / Oberliga Niederrhein: 1990, 2010, 2019
- Meister der Landesliga Niederrhein: 1971, 1981, 2001, 2016

### Aufstiege
- Aufstieg in die Regionalliga West: 2019
- Aufstieg in die Oberliga Nordrhein: 1990, 2005
- Aufstieg in die NRW-Liga: 2010
- Aufstieg in die Verbandsliga Niederrhein / Niederrheinliga / Oberliga Niederrhein: 1971, 1981, 2001, 2005, 2016

## Persönlichkeiten
- Günter Abel
- Oliver Adler
- Ercan Aydoğmuş
- Michael Boris
- Herbert Büssers
- Daniel Embers
- Cottrell Ezekwem
- Wolfgang Figura
- Romeo Filipović
- Thomas Geist
- Alice Hellfeier
- Raimund Hiegemann
- Hans-Jürgen Jansen
- Koray Kaçınoğlu
- Cagatay Kader
- Gurbet Kalkan
- Nurettin Kayaoğlu
- Babacar M’Bengue
- Necirwan Mohammad
- Detlef Müller
- Stephan Paßlack
- Eduard Probst
- Klaus Quinkert
- Sebastian Radtke
- Franz Raschid
- Kevin Rauhut
- Armin Reutershahn
- Julien Rybacki
- Thomas Schlieter
- Can Serdar
- Karoj Sindi
- Niklas Stegmann
- Hermann Straschitz
- Manfred Tebeck
- Robin Urban
- Jesse Weißenfels
- Tim Wendel
- Samed Yesil

## Stadion

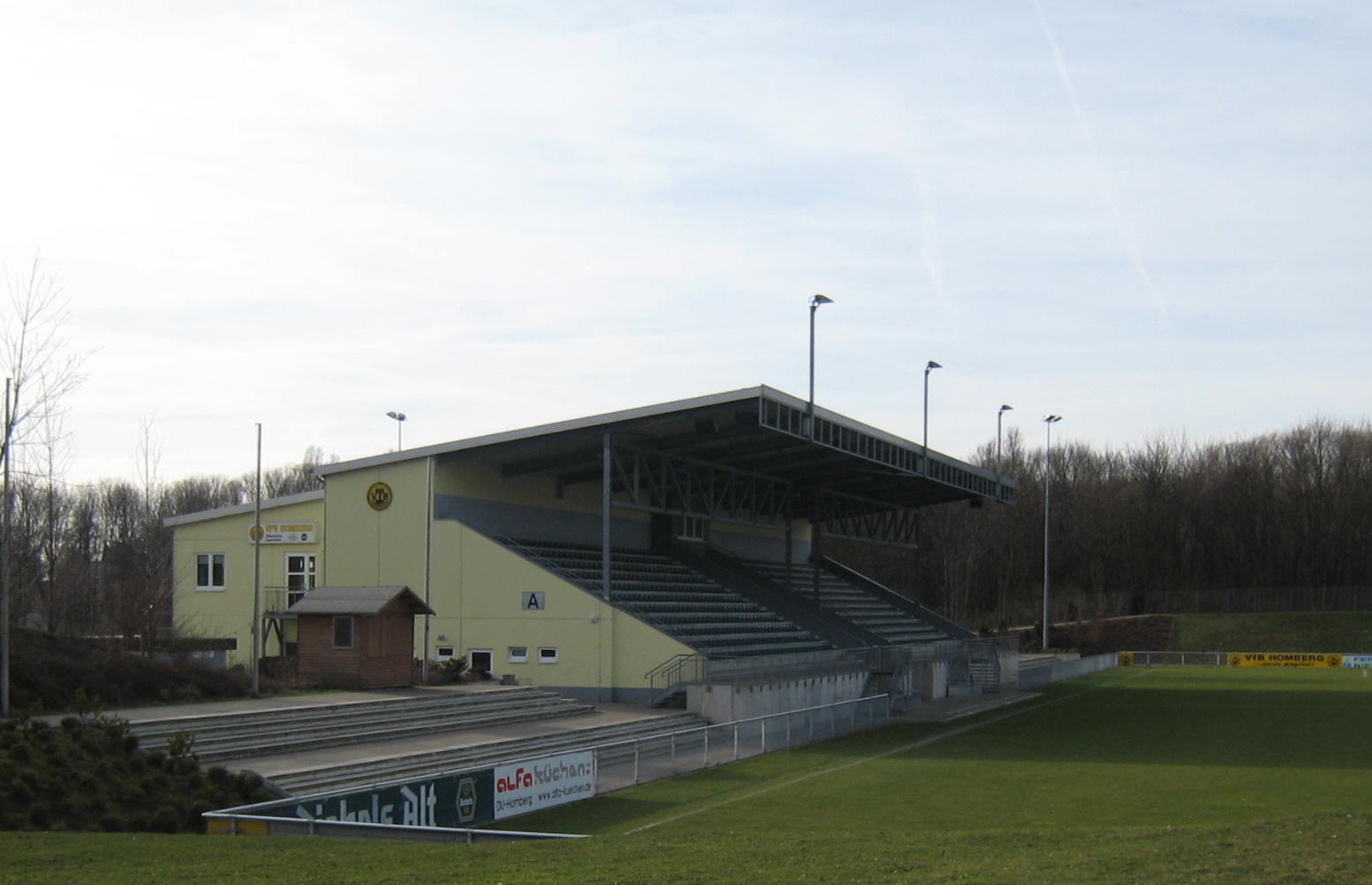
Tribüne des PCC-Stadions

Der VfB Homberg trägt seine Heimspiele im PCC-Stadion aus. Das reine Fußballstadion wurde im Jahre 2003 eröffnet und bietet Platz für 3000 Zuschauer. Auf der überdachten Haupttribüne befinden sich 900 Sitzplätze. Unterhalb der Tribüne befinden sich die Umkleidekabinen und das Vereinsheim des VfB Homberg. Namensgeber des Stadions ist die deutsche Unternehmensgruppe PCC SE. Das PCC-Stadion war zudem bis zum Ende der Saison 2020/21 die Spielstätte des Frauenteams des MSV Duisburg. Vor der Eröffnung des PCC-Stadions spielte der VfB Homberg im Stadion an der Schillerstraße, das auch als Schillerstadion bekannt war.

## Handball
Die Handballer des VfB Homberg stiegen im Jahre 1972 in die Oberliga Niederrhein auf und schafften zwei Jahre später den Aufstieg in die Regionalliga. Als Tabellenletzter der Saison 1974/75 stiegen die Homberger prompt wieder ab und wurden in der folgenden Oberligasaison 1975/76 prompt nach unten durchgereicht. Im Jahre 1977 stieg der VfB noch einmal in die Oberliga auf und mussten vier Jahre später wieder absteigen. Nach vielen Jahren in unteren Ligen gelang im Jahre 2015 der erneute Aufstieg in die Oberliga Niederrhein. Ein Jahr später qualifizierten sich die Homberger für die neu geschaffene Regionalliga Nordrhein, aus der die Mannschaft im Jahre 2019 wieder abstieg.
Die Handballabteilung des VfB Homberg brachte mit Achim Schürmann einen späteren deutschen Nationalspieler hervor. Umgekehrt wirkte mit Walter Schädlich ein ehemaliger deutscher Nationalspieler als Spielertrainer bzw. Trainer beim VfB Homberg.